# Taifa de Maiorca
Taifa de Maiorca ou Taifa de Baleares, nomes sob os quais são conhecidos dois reinos muçulmanos surgidos durante a Idade Média com capital na cidade de Palma de Maiorca (Madina Mayurqa) e que estenderam o seu domínio sobre as Ilhas Baleares.
As Taifas são os pequenos reinos muçulmanos que surgiram durante o século XI na Península Ibérica ao desmembrar-se o Califado de Córdova. A Taifa de Maiorca não surgiu logo após a divisão do Califado, já que o arquipélago foi controlado num primeiro momento pela Taifa de Dénia, denominando-se este estado também de Taifa de Dénia-Baleares. Em 1076 Denia foi conquistada pela Taifa de Saragoça estabelecendo-se um reino muçulmano independente no arquipélago balear. A Primeira Taifa de Maiorca teve uma existência de cerca de 50 anos (1076-1116) sucumbindo primeiro a uma cruzada cristã e sendo posteriormente ocupada pelos Almorávidas.
Após um período no qual as Baleares estiveram integradas no Império Almorávida, este acabou por se desintegrar tal como havia ocorrido com o Califado de Córdova. Assim surgiu um novo reino independente, a Segunda Taifa de Maiorca (1147-1203) que acabaria sendo o último reduto da cultura almorávida no Alandalus frente ao avanço da seita almóada. Após de uma dura luta, os almorávidas de Maiorca acabaram por ser conquistados pelos Almóadas sendo integrados no Califado Almóada.
A estes reinos muçulmanos também se lhes pode fazer referência sob a denominação de Reino de Maiorca, ainda que este nome costuma ser reservado na historiografia tradicional para o reino cristão surgido no século XIII (ver Reino de Maiorca).

## Reis da Primeira Taifa de Maiorca
- Ibne Aglabe Almurtade (1076-1093).
- Mubacir (1093-1114).
- Abu Arrabi Solimão "El Burabé" (1114-1116)

## Reis da Segunda Taifa de Maiorca
- Maomé I (1126-1155). (rei desde 1147)
- Ixaque (1155-1183).
- Maomé II (1183-1184) (1ªvez).
- Ali (1184-1185)
- Maomé II (1185-1187) (2ªvez).
- Taxufine (1187).
- Abedalá (1187-1203).